# تشاداس ألميدا
تشاداس ألميدا (2 ديسمبر 1997 بأوليفيرا دي ازميس في البرتغال - ) هو لاعب كرة قدم برتغالي في مركز الوسط. لعب مع نادي بورتو.

## وصلات خارجية
- تشاداس ألميدا على موقع الاتحاد الدولي (مؤرشف)  (الإنجليزية)
- تشاداس ألميدا على موقع قاعدة بيانات كرة القدم.إي يو (الإنجليزية)
- تشاداس ألميدا على موقع ليكيب (الفرنسية)
- تشاداس ألميدا على موقع Soccerway.com (الإنجليزية)
- تشاداس ألميدا على موقع عالم كرة القدم.نت (الإنجليزية)